# Мезенцев Ігор Володимирович
Ігор Володимирович Ме́зенцев (нар. 9 вересня 1915, Житомир — пом. 9 березня 1984, Київ) — український радянський архітектор, живописець, графік і педагог; член Спілки архітекторів України з 1969 року. Чоловік археолога Галини, батько історика Володимира та художника Олексія Мезенцевих.

## Біографія
Народився 27 серпня [9 вересня] 1915 року в місті Житомирі (тепер Україна). Брав участь у німецько-радянській війні. Служив в інженерних військах. 1946 року закінчив архітектурний факультет Київського художнього інституту; у 1951 році — аспірантуру при Академії будівництва і архітектури УРСР (навчався у Євгена Катоніна, Володимира Заболотного, Бориса Приймака).
З 1967 року викладав у Київському художньому інституті. Працював в Українському інституті проектування міст «Діпромісто»: у 1968–1976 роках — головний архітектор, у 1972–1976 роках — заступник директора, у 1976–1977 роках — головний спеціаліст технічного відділу. Помер в Києві 9 березня 1984 року.

## Творчість
Спроектував
- Київську геофізичну обсерваторію (1947—1950);
- генеральнгий план, головний вхід, павільйони та фонтан на Виставці досягнень народгного господарства УРСР (1951—1957);
- проєкти і будівництво курортних пансіонатів в Одесі, Трускавці (1964—1969);
- меморіальний комплекс Солдатської Слави у Полтаві (1968—1971);
- меморіальний комплекс «Національний музей історії Великої Вітчизняної війни» у Києві (1973—1981);
- мікрорайон на житловому масиві Комсомольський у Києві (1964—1968, у співавторстві);
- житловий мікрорайон «Український» в Ташкенті (1967—1969, у співавторстві);

Автор статей з питань архітектури і містобудування.
Працював в галузі живопису і графіки (писав пейзажі, натюрморти, портрети).

## Відзнаки
- Нагороджений
  - орденами Вітчизняної війни I-го (7 липня 1945) та II-го (21 березня 1945) ступенів, Червоної Зірки (16 березня 1944)[1];
  - медалями «За бойові заслуги» (25 серпня 1943), «За визволення Праги» (9 червня 1945), «За перемогу над Німеччиною», «За визволення Варшави»[1];
- Заслужений архітектор УРСР з 1976 року.